# Luise Adolpha Le Beau
Pour les articles homonymes, voir Le Beau.
Luise Adolpha Le Beau, née le 25 avril 1850 à Rastatt et morte le 17 juillet 1927 à Baden-Baden, est une pianiste et compositrice allemande.

## Biographie

### Enfance et formation
Luise Adolpha est née au numéro 9 de la Herrenstrasse à Rastatt, qui faisait alors partie du Grand-Duché de Bade. Fille unique de l'officier Wilhelm Le Beau et de son épouse Karoline, née Barack.
Après le départ du père en 1856 en tant que major général de l'armée badoise, les deux parents commencent à lui donner des cours généraux. Son père, qui était également doué pour la musique et la composition, lui enseigne le piano dès l'âge de cinq ans. Elle termine ses études générales par un examen dans un institut privé pour jeunes filles à l'âge de 16 ans et se consacre dès lors à la musique.
Après sa confirmation à Pâques 1865, elle prend des cours de piano en 1866 chez le maître de chapelle de la cour Wilhelm Kalliwoda à Karlsruhe. Elle prend également des cours de chant auprès d'Anton Haizinger. Un an plus tard, elle fait ses débuts de pianiste et joue en 1868 le 5e concerto pour piano de Beethoven ainsi que le Concerto en sol mineur de Felix Mendelssohn Bartholdy à Karlsruhe. Elle a 18 ans.
En 1870, elle fait la connaissance de Franz Lachner et d'Anton Rubinstein. En 1873, sur recommandation de Hermann Levi, elle postule pour des cours de piano auprès de la veuve de Robert Schumann (mort en 1856) : Clara Schumann. Alors installée à Baden-Baden, elle lui enseigne la technique pianistique pendant un été.

### Concertiste
Un engagement en février 1874 conduit la jeune pianiste dans cinq villes néerlandaises. La tournée commence à Utrecht, puis se poursuit à Arnhem, Rotterdam, La Haye et se termine enfin à Amsterdam.
Entre-temps, la famille Le Beau déménage à Munich. Luise Adolpha a en effet reçu une lettre de recommandation du pianiste et chef d'orchestre Hans von Bülow. L'objectif est d'intégrer la classe de Josef Rheinberger. Elle intègre le Conservatoire : son professeur de contrepoint, d'harmonie et de formes est Ernst Melchior Sachs (1843-1917). En outre, elle révise nombre de ses œuvres avec Franz Lachner. En 1876, Joseph Rheinberger l'accepte comme élève privée après présentation de sa dernière partition ; sa sonate pour violon Op. 10.
En 1877, une tournée de concerts avec la chanteuse Aglaja Orgeni et la violoniste Bartha Haft la conduit dans différentes villes de Bavière, où elle se produit maintenant avec ses propres œuvres. À partir de 1878, Luise Adolpha Le Beau travaille comme critique et écrit des recensions, notamment pour l'Allgemeine deutsche Musikzeitung de Berlin.
La même année, elle fonde le « Privatmusikkurs für Musik und Theorie für Töchter gebildeter Stände ». Le Beau s'intéresse à d'autres compositeurs (Berlioz, Wagner, Chopin, Schumann) et se détache de plus en plus de Rheinberger, ce qui conduit finalement les deux protagonistes à prendre de la distance en 1880.
Durant l'été 1882, elle termine la partition de l'œuvre chorale Op. 27 Ruth - Biblische Szenen für Soli, Chor und Orchester. L'éditeur Christian Friedrich Kahnt de Leipzig l'imprime en mars 1883.
La même année, Le Beau rencontra Franz Liszt à Weimar et son Quatuor Op. 28 pour piano, violon, alto et violoncelle est créé en parallèle au Gewandhaus de Leipzig. En 1884, elle fait la connaissance de l'écrivaine Luise Hitz, dont elle met quelques poèmes en musique, Hitz rédige à son tour un court article biographique sur Le Beau, publiée en 1886 dans la Neue-Musikzeitung. La même année, elle entreprend un voyage à Salzbourg et à Vienne, où elle fait la connaissance d'Eduard Hanslick et de Johannes Brahms. Elle devient membre extraordinaire du Mozarteum de Salzbourg.

### Compositrice
Ses années munichoises jusqu'en 1885 sont les plus productives et les plus réussies, nombre de ses œuvres sont jouées et imprimées. les critiques sont élogieuses dans la presse. Luise Adolpha Le Beau remporte notamment le premier prix pour sa sonate pour violoncelle Op. 17 lors d'un concours de composition local. Pour clore sa période munichoise, elle composa le quatuor à cordes Op. 34 en sol mineur (le 2e Quatuor), « dans lequel se combinent un programme détaillé et une forme cyclique très dense ». Une œuvre entièrement placée sous le signe de l'« école munichoise ».
En 1885, la famille déménage à Wiesbaden, où quelques-unes des œuvres de Le Beau sont également jouées. Elle enseigne désormais la théorie et le chant. C'est là qu'elle composa, outre des œuvres mineures, son grand oratorio Op. 40 Hadumoth, d'après des scènes du roman du même nom de Victor Scheffel, ainsi que son Concerto pour piano et orchestre Op. 37. Son quatuor avec piano Op. 28 est joué en 1889 à Sydney dans le cadre d'un programme exclusivement féminin à The Women Exhibition, et à Constantinople son œuvre chorale Ruth Op. 27.
En 1890, la famille déménage à nouveau pour Berlin. Le Beau profite des bonnes possibilités d'étude offertes par la Bibliothèque royale (aujourd'hui Staatsbibliothek Berlin), à laquelle elle confiera plus tard l'intégralité de ses œuvres . Elle s'engage de manière plus intensive dans des études musicologiques : elle fait des recherches sur les compositrices qui l'ont précédée et publie en 1890 son essai « Componistinnen des vorigen Jahrhunderts », avec un accent particulier sur la contemporaine de Haydn Marianna von Martines. À Berlin, elle entre en contact avec Georg Vierling, Woldemar Bargiel, Joseph Joachim et Philipp Spitta.
La famille déménage une dernière fois en 1893 et s'installe à nouveau à Baden-Baden. Au cours des années suivantes, elle compose plusieurs œuvres, dont la Symphonie pour grand orchestre Op. 41, créée à Baden-Baden en 1895. Son père Wilhelm décède en 1896 des suites d'une attaque cérébrale et Le Beau vit dès lors seule à Baden-Baden avec sa mère, qui a besoin de soins et est presque aveugle. En été 1897, Luise Adolpha Le Beau termine son travail sur la partition du poème symphonique Hohenbaden Op. 43, créée le 25 février 1898 lors d'un concert symphonique à Baden-Baden sous la direction de Paul Hein. Sa mère meurt en 1900.
La dernière grande œuvre de musique de chambre de Luise Adolpha Le Beau, le Quintette à cordes Op. 54, est créée en 1901, mais n'est jamais éditée du vivant de la compositrice. En 1902, elle compose son seul opéra, le conte de fées Der verzauberte Kalif Op. 55, qu'elle dédie à ses défunts parents. Elle adapte elle-même librement le livret du conte de  Wilhelm Hauff « Die Geschichte vom Kalif Storch ». Avec le soutien de la grande-duchesse Luise von Baden, Le Beau a déjà obtenu la promesse que l'opéra sera joué au Théâtre de la Cour grand-ducale de Karlsruhe. Après un changement d'intendant, des difficultés surviennent à nouveau et elle exige le retour des partitions. D'autres compositions (pièces pour piano, lieder, chœurs de l'op. 56 à l'op. 65a) suivent.
Lors d'un voyage à Rome en 1902, elle fait la connaissance du chanteur Alfredo de Giorgio. De 1906 à 1910, Luise Adolpha Le Beau passe régulièrement des vacances d'été en Italie. En 1910, elle écrit son autobiographie Lebenserinnerungen einer Komponistin (Mémoires d'une compositrice). Ses dernières années sont également marquées par les voyages, l'enseignement, la composition et les concerts, ainsi que par la rédaction de critiques musicales pour le Badener Badeblatt.
Elle meurt le 17 juillet 1927, à 77 ans, à Baden-Baden.

### Hommages
Enterrée aux côtés de ses parents dans le cimetière de la ville, il reste en sa mémoire une plaque commémorative au 46 de la Lichtentaler Straße. La ville baptise aussi la bibliothèque municipale en son hommage.

## Réception critique
« Une dame, Luise Adolpha le Beau, a publié chez C. Luckhardt à Cassel »Deux duos« pour voix de soprano avec accompagnement de piano en tant qu'op. 6, qui conviennent parfaitement aux exercices de duo dans les leçons de chant, car les voix sont toujours naturelles à l'oreille et simples du point de vue harmonique et rythmique, mais en plus elles sont bien sonores ».
- Critique dans Signale für die musikalische Welt n° 29, avril 1878.
« Elle est née le 25 avril 1850 à Rastadt, vit à Munich en tant que pianiste efficace et professeur de musique respecté, a publié diverses pièces pour piano, des chansons et des œuvres de musique de chambre qui témoignent de son talent. Ses professeurs étaient : Mittermayr (violon), Haizinger (chant) et Kalliwoda (piano) à Karlsruhe, ainsi que M. E. Sachs, Rheinberger et Lachner (théorie et composition) à Munich. Nous pouvons ajouter, sur la base d'informations orales, qu'elle a également étudié plus tard sous Liszt à Weimar et qu'elle vit actuellement à Wiesbaden. C'est sans doute de lui qu'elle a appris l'orchestration si riche dont jouit sa Ruth ; nous soulignons l'utilisation des bois et des cors dans le n° 2 (solo de Noemi) « da mir Alles ist verloren » et à la fin du chœur des moissonneurs « Saget Dank Jhovah », ainsi que le bel effet de l'orchestre complet dans le deuxième verset du choral n° 3, après que le premier a été chanté a capella. Luise Le Beau, en qui se révèle pour nous un beau talent, a eu l'intelligence de s'abstenir totalement de toute exaltation, dans la forme comme dans le fond, et de se borner à développer les dons que la nature lui a généreusement accordés : La chaleur de la sensibilité, le sens de la mélodie agréable, le plaisir des belles harmonies, la fluidité sans artifice des sons. À part les meilleures œuvres de Heinrich Hofmann, nous ne connaissons aucune composition récente dans laquelle la loi de causalité musicale ait joué un rôle aussi important et bienfaisant que dans « Ruth ». Pendant l'écoute, on a constamment le sentiment que la pensée musicale doit se développer de cette manière, qu'il serait impossible de faire autrement ; ou, comme l'a exprimé un auditeur, on a le sentiment que l'on poursuivrait les motifs de la même manière si l'on composait soi-même ».
- Riemann Musiklexikon, édition de 1882
« Les femmes compositrices sont toujours confrontées à des préjugés sur leur capacité de création. Après avoir pris connaissance de cette vaste composition vocale de la dite compositrice, qui s'est déjà engagée de manière remarquable dans les domaines les plus divers de la création musicale, je suis convaincu que Luise Adolpha Le Beau contribuera pour une bonne part à ébranler efficacement le préjugé enraciné depuis longtemps contre les créations sonores issues de l'esprit féminin ».
- Alfred Christlieb Kalischer

## Compositions
La musique pour piano occupe une place importante dans l'œuvre de la compositrice. Elle constitue un fil rouge dans son travail : Pièce de fantaisie Op. 1, Étude de concert Op. 2, Thème original avec variations Op. 3, Sonate Op. 8, Huit préludes Op. 12, Improvisata Op. 30, Ballade Op. 47, Trois vieilles danses Op. 48, Marche funèbre Op. 53, Trois pièces pour piano Op. 57, Barcarole Op. 59, Im Walde (Dans la forêt) Op. 63, Abendklänge Op. 64.
Comme compositrice, elle a pratiqué de nombreux genres : opéra, musique chorale, musique vocale, musique symphonique et musique de chambre, domaine dans lequel elle se distingue particulièrement.
Son opus 24, Quatre pièces pour violoncelle et piano, remporte un concours international à Hambourg en 1882. Walter Willson Cobbett signale également son Quatuor pour violon, alto, violoncelle et piano en fa mineur, op. 28 (1884), un Trio pour violon, violoncelle et piano en ré mineur, op. 15, une Sonate pour violon et piano en ut mineur, op. 10 (1882), et une Sonate pour violoncelle et piano en ré majeur, op. 17 (1883).

### Catalogue

#### Par numéro d'opus
- Op. 1 Trois pièces pour piano (Brême : Präger & Meier 1876)

- Op. 2 Étude de concert pour piano (Brême : Präger & Meier 1876)

- Op. 3 Thème original avec variations pour piano (Brême : Luckhardt 1877)

- Op. 4 5 Lieder pour mezzo-soprano avec accompagnement de piano (Brême : Luckhardt 1877)

- Op. 5 4 tercets pour 3 voix de femmes avec ou sans accompagnement (Brême : Luckhardt 1877)

- Op. 6 2 duos pour 2 voix de soprano avec accompagnement de piano (Brême : Luckhardt 1877)

- Op. 7 5 lieder pour soprano avec piano (Brême : Luckhardt 1877)

- Op. 8 Sonate pour piano (Brême : Luckhardt 1878)

- Op. 9 5 Lieder pour chœur mixte (Cologne : Tonger 1880)

- Op. 10 Sonate pour piano et violon (Kassel et Leipzig : Voigt)

- Op. 11 5 Lieder pour une voix avec accompagnement de piano (Berlin : Ries & Erler ; Kassel : Voigt 1880)

- Op. 12 8 préludes pour piano (Kassel : Voigt ; Berlin : Ries & Erler)

- Op. 13 5 pièces faciles pour piano et violon (Cologne : Tonger 1880 ; Leipzig : Rühle)

- Op. 14 3 lieder pour soprano avec piano (Berlin : Fürstner)

- Op. 15 Trio pour piano, violon et violoncelle (Elberfeld : Küpper 1880)

- Op. 16 2 Ballades pour chœur mixte avec accompagnement de piano (Kassel : Voigt 1880)

- Op. 17 Sonate pour violoncelle et piano (Hambourg : Cranz)

- Op. 18 Trois lieder pour voix moyenne avec piano (Musikbeilage zu Deutsche Kunst- und Musikzeitung, Jg. XIII, Nr. 26, S. 61-63)

- Op. 19 4 Chants pour chœur d'hommes (Cologne : Tonger 1883)

- Op. 20 2 chœurs mixtes a cappella (Leipzig : Rühle ; Troubadoura)

- Op. 21 Études de formes et de doigts. 6 fugues pour piano (manuscrit.). Édité par Dieter Backes. Certosa Verlag, Körborn 2023, ISMN 979-0-50224-177-3 (recherche sur le portail DNB) (première publication).

- Op. 22 Dans la salle des chanteurs. Ballade pour baryton ou alto avec accompagnement d'orchestre (manuscrit)

- Op. 23 Ouverture de concert pour grand orchestre (manuscrit)

- Op. 24 4 pièces pour violoncelle avec accompagnement de piano (Leipzig : Rieter-Bietermann 1882)

- Op. 25 Fantaisie pour piano et orchestre (manuscrit)

- Op. 26 3 pièces pour alto avec accompagnement de piano (Leipzig : Kahnt 1884)

- Op. 27 Ruth. Scènes bibliques pour solos, volontiers. chœur et orchestre (Leipzig : Kahnt 1885)

- Op. 28 Quatuor avec piano (Leipzig : Breitkopf & Härtel 1885)

- Op. 29 2 Chants pour une voix grave avec piano (manuscrit)

- Op. 30 Improvisata, étude pour piano de la main gauche (Hambourg : Cranz 1885)

- Op. 31 Romance pour harpe (manuscrit)

- Op. 32 Gavotte pour piano (Hambourg : Cranz 1885)

- Op. 33 3 Lieder pour une voix supérieure avec piano (Darmstadt : Bölling 1905)

- Op. 34 Quatuor à cordes (manuscrit)

- Op. 35 Romance pour violon avec accompagnement de piano (Darmstadt : Bölling 1905 ; Cologne : Tonger)

- Op. 36 2 chœurs d'hommes (manuscrit)

- Op. 37 Concerto pour piano avec accompagnement d'orchestre (manuscrit)

- Op. 38 Canon pour 2 violons avec accompagnement de piano (Halle/S. : Michaelis 1905)

- Op. 39 3 Lieder pour une voix avec piano (Berlin : Raabe & Plothow 1905)

- Op. 40 Hadumoth. Scènes tirées de « Ekkebardt » de Scheffel pour soli, chœur et orchestre (auto-édition 1893)

- Op. 41 Symphonie en fa majeur pour grand orchestre (manuscrit)

- Op. 42 2 Ballades pour une voix avec piano (manuscrit)

- Op. 43 Hohen-Baden. Poème symphonique pour orchestre (manuscrit)

- Op. 44 Élégie pour violon avec accompagnement de piano (Leipzig : Schuberth jun. 1899/1905)

- Op. 45 3 Lieder pour une voix d'alto et violon avec accompagnement de piano (Leipzig : Kahnt 1905)

- Op. 46 Sonate pour piano et violon no 2 (manuscrit)

- Op. 47 Ballade pour piano si mineur (manuscrit)

- Op. 48 Tre danze antiche per pianoforte / Trois danses antiques pour pianoforte (Milan : Ricordi)

- Op. 49 Deutscher Reigen, pièce pour piano (manuscrit)

- Op. 50 3 Duos pour soprano et alto avec accompagnement de piano (manuscrit)

- Op. 51 Miriam Lied pour solo et chœur de femmes ou de garçons avec accompagnement de piano dans la tonalité mixolydienne (manuscrit)

- Op. 52 8 chansons pour enfants avec accompagnement de piano (manuscrit)

- Op. 53 Marche funèbre pour piano (manuscrit)

- Op. 54 Quintette pour 2 violons, alto et 2 violoncelles (manuscrit)

- Op. 55 Le calife enchanté. Opéra féerique en trois actes (manuscrit)

- Op. 56 2 Chants d'Urania de Tiedge pour voix haute avec accompagnement (manuscrit)

- Op. 57 Trois pièces pour piano (étude, neuvième, mazurka) (manuscrit)

- Op. 58 Tre melodie per canto (manuscrit)

- Op. 59 Barcarole pour piano (manuscrit)

- Op. 60 2 chœurs de femmes avec accompagnement de piano (manuscrit)

- Op. 61 Notre Père pour chœur mixte a cappella (Baden-Baden : Sommermeyer 1927) ; version pour voix d'alto avec piano (manuscrit)

- Op. 62 Der 100. Psalm pour soprano avec piano ou orgue dans le style ancien (manuscrit)

- Op. 63 Dans la forêt, pièce pour piano (manuscrit)

- Op. 64 Abendklänge, pièce pour piano (manuscrit)

- Op. 65 Sanctus pour chœur de femmes à quatre voix a cappella (manuscrit)

- Op. 65a 5 pièces pour violon et piano (manuscrit)

#### Sans numéro d'opus
- Op. 80 ? 24 cadences dans toutes les tonalités majeures et mineures avec petits préludes (Hambourg : Cranz)

- Gode Nacht de Storm pour voix grave et piano (manuscrit)

- Der Einsiedler an die Nacht « Komm Trost der Welt » (Troubadour n° 95, Leipzig : Rühle)

- Le Rhin (Cologne : Tonger)

- Jour de brouillard « Nun weicht er nicht mehr » pour SATB (Troubadour, n° 109, Leipzig : Rühle)

- Sérénade « Schon neigt sie zu süßer Ruh » TTBB (Gut Sang ! 2e recueil, Leipzig : Rühle)

## Discographie
- L'Œuvre pour piano - Ana-Marija Markovina, piano (11-13 mai 2010, Genuin GEN10177) (OCLC 811489165) — contient les opus 1, 3, 8, 12, 30, 32, 47, 48, 49, 53, 57, 59 et 64.
- Trio avec piano, op. 15 ; Sonate pour violon, op. 10 ; Sonate pour violoncelle, op. 17 - Bartek Nizioł, violon ; Denis Severin, violoncelle ; Tatiana Korsunskaya, piano (2014, CPO) (OCLC 901331141)